# Philippe Chappuis

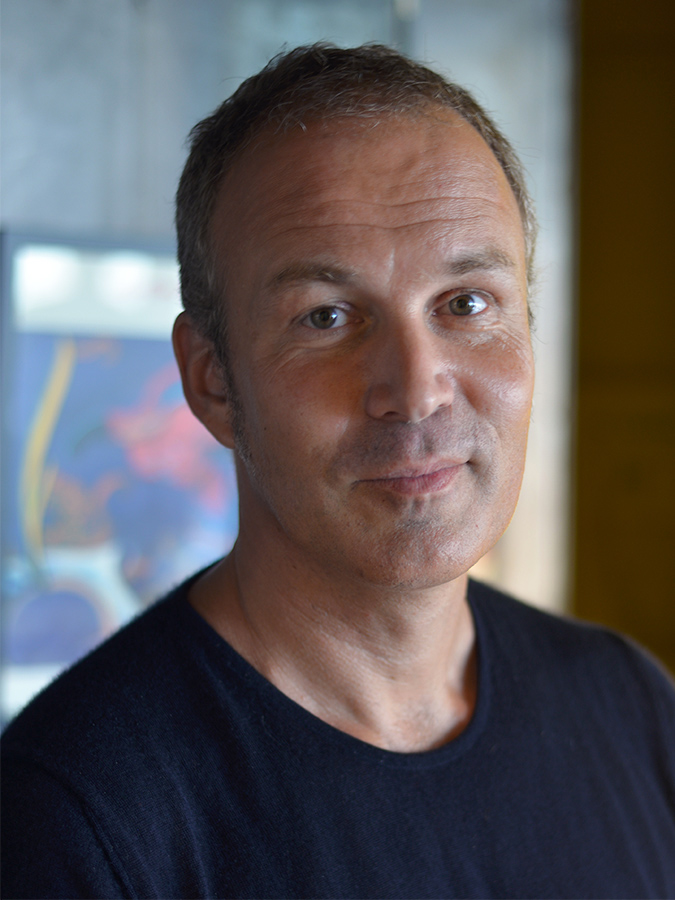
Zep, 2015.

Philippe Chappuis, noto come Zep (Onex, 15 dicembre 1967), è un fumettista svizzero creatore del personaggio immaginario dei fumetti Titeuf.

## Biografia
Figlio di un poliziotto e di una sarta, fondò la sua prima fanzine nel 1979, intitolata Zep come tributo ai Led Zeppelin e venne poi assunto da Le Journal de Spirou nel 1985. Realizzò qualche lavoro per la rivista Fluide Glacial, pubblicando tre album, Victor n'en rate pas une nel 1988, Leon Coquillard nel 1990 e Kradok Amanita Bunker nel 1991. Con la Glénat pubblicò dal 1992 il personaggio di Titeuf che raggiunse notevole successo, arrivando a vendere un milione di copie alla fine del 1998 e, al 2008, 16 milioni di copie dei volumi tradotti in 25 lingue. Il successo gli permise di realizzare opere più audaci, come Le Guide du zizi sexuel, scritta con la moglie Hélène Bruller (la nipote di Jean Bruller), e che ha venduto oltre tre milioni di copie, e, nel 1998, la rivista Tchô! (dal nome del interiezione preferita Titeuf) e la sponsorizzazione di giovani talenti nella serie comica della Gioventù Tchô! La collec'.
Zep è anche appassionato di musica, soprattutto rock ed è un fan di Bob Dylan, e il suo nome d'arte è un omaggio ai Led Zeppelin. Questa passione e la partecipazione a concerti della sua musica lo ispirò a realizzare L'enfer des concerts, pubblicato nel 1999. Inoltre, si è formato un primo gruppo chiamato Zep'n'Greg, a volte richiamano lo stile di Beau Lac de Bâle, e pubblicato due dischi con canzoni umoristiche come Die m'a changé en Suisse-Allemande Pôv'Type Song o Les couillsse à tonton. Dopo essere stati separati come ogni buona band rock, Zep e quattro dei suoi amici hanno riformato una nuova band chiamata Blük Blük . Cantavano canzoni a tematiche umoristiche come Légalisez le Cenovis, Où sont les groupies?, Moi je suce des Sugus, Le rebelle suisse, ecc. L'avventura Blük Blük è stato adottato ufficialmente l'8 settembre 2007, in seguito alla partenza del cantante del gruppo: Ernest Blük.
Nel 2006 ha diretto il festival di musica visiva Musiques en Stock.
Zep vive a Ginevra.

## Stile
La linea di Zep alterna tra una chiara linea di album Titeuf disegni e più rilassato, anche acquerelli, come nei suoi appunti di viaggio che il suo lavoro di grafica e illustrazione del disco Chansons pour les pieds di Jean-Jacques Goldman (2001). Zep è anche un ammiratore dei fumetti di Carl Barks e, in occasione della sua presidenza del Festival international de la bande dessinée d'Angoulême, nel 2005,  ha colto l'occasione per invitarvi Don Rosa, uno dei successori di Barks.

## Testi e disegni
- 1988: Victor n'en rate pas une!!
- 1993: Die, le sexe et les bretelles (Volume Titeuf 1)
- 1993: L'amour c'est pô propre... (Volume Titeuf 2)
- 1994: Ça épate les filles... (Volume Titeuf 3)
- 1995: C'est pô juste... (Volume Titeuf 4)
- 1995: Les amours contrariées de Calin & Labelle
- 1996: Titeuf et le derrière des choses (Volume Titeuf 5)
- 1996: Réalise toi-même un album de Titeuf
- 1997: Tchô, monde cruel (Volume Titeuf 6)
- 1997: Les filles électriques
- 1998: Le miracle de la vie (Volume Titeuf 7)
- 1999: Titeuf et le derrière de la vie (Titeuf e il lato della vita)
- 1999: L'enfer des concerts
- 2000: Lâchez-moi le slip! (Volume Titeuf 8)
- 2001: Zep à Sierre
- 2001: Mes hèros de la Bande Dessinée
- 2002: La loi du préau (Volume Titeuf 9)
- 2004: Nadia se marie (Volume Titeuf 10)
- 2005: Petite poésie stagioni
- 2006: Découpé en tranches, un libro sulle illusioni perdute e le speranze della sua generazione
- 2006: Mes meilleurs copains (Volume Titeuf 11) (Color Nob)
- 2008: Le sens de la vie (Volume Titeuf 12) (Color Nob)
- 2008: Titeuf le coffret 1 (Titeuf volumi 1 a 6)
- 2008: Titeuf le coffret 2 (volume Titeuf 7 a 12)
- 2009: Titeuf Intrégale 40 ans (volumi Titeuf 1-12 + Mini poesia stagionali)
- 2009: Happy Sex
- 2010: Happy Girls
- 2010: Zep, le portrait dessiné (previsto per giugno)
- 2010: Dieu, le sex et les bretelles (colore di Nob) (previsto per agosto)
- 2010: Happy Rock (previsto per settembre)
- 2020:  The End, traduzione di Paolo Martore, Comicout, 2022  [2018], ISBN 9791280595072.

## Sceneggiature
- 2004: L'invincible (Captain Biceps Volume 1) (disegno Tebo)
- 2005: Le redoutable (Captain Biceps Volume 2) (disegno Tebo)
- 2006: L'invulnérable (Captain Biceps Volume 3) (disegno Tebo)
- 2007: L'inoxydable (Captain Biceps Volume 4) (disegno Tebo)
- 2008: Les Chronokids tome 1 (Cartoon da Stan e Vince)
- 2008: Les Chronokids tome 2 (disegno di Stan e Vince)
- 2008: Deviens un prince du crayon en 86 leçon (How to draw?) (Disegno Tebo)
- 2010: Les Chronokids tome 3 (disegno di Stan e Vince) [To be published gennaio 7, 2010]

## Disegni
- 1990: Léon Coquillard/divisionnaire de l'apres 26 novembre (testo Gilli)
- 1991: Kradok/Amanite Bunker (testo Leglode)
- 1996: Écouter, c'est l'aventure (mano tesa)
- 1999: Mines antipersonnel/faut pô laisser faire (Fondazione svizzera per l'assistenza alle vittime delle mine)
- 2001: Le guide du zizi sexuel (testo Hélène Bruller)
- 2003: Les minijusticiers (testo di Hélène Bruller)
- 2004: Le monde de Zep (libro d'arte)
- 2006: Portraits de famille (testo di Benoît Mouchart), Christian Desbois Edizioni, 2006 ISBN 2-910150-31-3

## Collettive
- 1997: À fond la gomme (le moto in vita mia)
- 1999: Les Restos du Cœur (caramello di solidarietà)
- 1999: Sales petit contes (Le petits chats se cachent our morir)
- 2004: Jean-Jacques Goldman Chansons pour les yeux (Ma chi è veramente JJG?) (Cover Zep)
- 2004: Lucien 25 piges (Rock & roll è avventura)
- 2005: Francis Cabrel Les beau desines (Come riconoscere il vero CF?)
- 2006: Fluide Glacial 30 ans (Fluide Glacial: una miscela sottile...)
- 2007: Astérix et ses amis (La minaccia mega)
- 2007: Henri Dès Chansons en BD (Mégadès) (cover Zep)
- 2008: Rubrique abracadabra par tous les caïds de la bédé (sauf Gotlib) (A sordido affare!) (Cover Zep)
- 2008: Bob Dylan revisited (Not Dark Yet)
- 2009: Je dessine mon film (Titeuf contre KING KONG)
- 2009: Jacques Glénat Editor - les auteurs lui disent merci (cover Zep)

### Libri illustrati e Portfolio
- 1985: Contes du Kurdistan
- 1995: 20 vraies fausses pochettes de disques par 20 vrais dessinateurs de B.D
- 1996: Cahier de souvenirs
- 1998: The Swof White Cross Portfolio
- 2000: 10 ans d'aventures du BD club de Genève
- 2002: Club Poukram
- 2004: Portraits de Titeuf
- 2004: Raspoutine "Cuzzego" Spécial 10 ans

### Biblioteca rosa
(Testi Hélène Bruller)
- 2000: Même pô mal... (Volume Titeuf 1)
- 2000: C'est pô croyab' (Volume Titeuf 2)
- 2000: C'est pô une vie... (Volume Titeuf 3)
- 2000: C'est pô malin... (Volume Titeuf 4)
- 2001: Pourquoi moi? (Volume Titeuf 5)
- 2001: Les filles, c'est nul... (Volume Titeuf 6)
- 2002: Tchô, la planete! (Volume Titeuf 7)
- 2003: Le préau atomique (Volume Titeuf 8)
- 2003: Ah ouais, d'accord... (Volume Titeuf 9)
- 2004: Au secours (Volume Titeuf 10)
- 2004: Tcheu, la honte! (Volume Titeuf 11)
- 2006: Tous des pourris du slip! (Volume Titeuf 12)
- 2008: La méga classe(Volume Titeuf 13)

## Stazioni di Camerino
Nel 2008, Zep realizza i programmi giovanili per il canale televisivo TSR - Télévision Suisse Romande (Mabul)

## Discografia
(Kit Making)
- 1995: Titi & the Raw Minets (chitarra)
- 1995: Zep'n'Greg/Badaboum vol.1 (composti, chitarra, voce, tromba, kazoo, fischio, Moo-box)
- 1996: JFM/Inguitarissable
- 2001: Bob Dylan/Live at Montreux 1994
- 2001: Zep'n'Greg/Pipicacavomi (composti, chitarra, dobro)
- 2001: Jean-Jacques Goldman/ Chansons pour les pieds
- 2003: Sol En Cirque
- 2007: Waelkens/Sous-entendus
- 2008: Toufo/Danse avec les pingouins
- 2008: Bill Deraime/Bouge Encore
- 2009: Toufo/Live dans un bus

## Filmografia
- Titeuf, le film (2011)

## Premi e riconoscimenti
La precisione e l'originalità delle storie di Zep, il suo stile personale e immenso successo di critica e pubblico ha valso il riconoscimento dai suoi colleghi. Dopo l'omaggio che diede a Mes héros de la Bande Dessinée, molti autori (Bilal, Dupuy e Berberian, Moebius, Loustal, Jacques Tardi, Uderzo...) ha ricambiato nella mostra Portraits de Titeuf accompagnata dal libro omonimo (Glénat).
Zep nel 1999 ha vinto il Gran Premio del Festival Solliès City, che gli è valso di essere l'ospite d'onore (e il progettista del manifesto) nel 2000 e il Grand Prix de la ville d'Angoulême nel 2003.
Nel 2009 ha vinto il premio "Showbusiness" del Swiss Award. Nel 2010, ottiene il Globe de Cristal come miglior fumetto per Happy Sex.